# SaRenna Lee
SaRenna Lee (Jacksonville, Florida; 17 de febrero de 1971) es una actriz pornográfica y bailarina exótica estadounidense.

## Biografía
SaRenna Lee (es su nombre verdadero) creció en Jacksonville pero luego se mudó a Houston, Texas, para huir de la mala fama causada por la relación de su padre con el Ku Klux Klan (la madre de Lee se divorció de su marido a causa del Klan). A los 13 años debutó en el mundo de las modelos fotográficas, pero no pudo triunfar en él debido a su baja estatura. Antes de llegar a ser una modelo para adultos, fue camarera, trabajó en TCBY, y en una oficina de televentas durante casi cuatro años. También trabajó como vendedora de exteriores para una compañía de paquetes fotográficos. En una ocasión solicitó trabajo como camarera en un restaurante de la cadena Hooters pero fue rechazada.
En Houston, Lee descubrió el mundo del baile exótico. Animada por bailarines que había conocido, decidió intentarlo. Inicialmente era reticente a quitarse la ropa mientras bailaba, pero superó sus inhibiciones. Pronto sus actuaciones llegaron a ser muy populares, y SaRenna encontró el trabajo de bailarina exótica agradable y provechoso.
Trabajó unos años como bailarina local en un club de Houston y visitaba otros clubs, una vez al mes, que tenían bailarinas de este tipo. Quedó fascinada por ellas y decidió que les haría todas clase de preguntas. Una de estas bailarinas era Traci Topps con la que estableció una buena amistad. Traci fue el principal apoyo de SaRenna en su intento de pasar de ser una bailarina local a ser una artista nacional.
Por insistencia de Traci y con su ayuda, Lee hizo los contactos necesarios y empezó en la gira de clubes de estriptis alrededor de los Estados Unidos. Su fama creció y en 1992 ella empezó a recibir ofertas para posar para algunas revistas para adultos. En ese momento tomó la decisión de hacerse implantes para aumentar el tamaño de sus senos hasta un tamaño D de copa. Pronto llegó a ser una de las mejores artistas y modelos conocidas como Big boobs en el mundo, viajando por clubes no sólo en los EE. UU. sino también por Europa, y apareciendo regularmente en las portadas y en las páginas de numerosas revistas para adultos, entre ellos Score (Revista), D-Cup, Gent, Hustler, Buxotica, Fox, Gem, Juggs, y Cheri. Su primera aparición fotográfica fue en 1989 con Warren Tang en Manhattan.
Además de haber aparecido en medios impresos, también lo ha hecho en varias producciones de video para adultos. Algunos de los videos eran de sesiones fotográficas donde posaba desnuda. Otros la mostraban haciendo su trabajo como modelo, entre bambalinas o mientras era entrevistada. En otros aparecía representando escenas de tipo masturbación, a veces con consoladores u otros juguetes sexuales. >En la mayor parte de sus videos adultos apareció con otras chicas en papeles simulados de sexo lésbico.
Lee prefiere hacer videos y sesione fotográficas con artistas que son amigos personales o con los que se siente completamente cómoda. Ha trabajado junto a estrellas de Big boobs como con Heather Hooters, Chloe Vevrier, Lisa Lipps, Erica Everest, Sana Fey, Danni Ashe, Minka, Kayla Kleevage, Maxi Mounds, Plenty UpTopp y Tawny Peaks. Lo hizo con su amiga personal Traci Topps en varias películas de John Graham, y en algunos videos caseros medio amateurs para el pornógrafo de Texas Vann Ammons, entre otros.
Hasta la fecha, Lee nunca ha hecho una escena hardcore con un artista masculino, pero si las ha hecho de sexo lésbico. En Tit to Tit #7 con Sana Fey actúa en una escena y tiene sexo anal con un consolador atado de la cintura de Fey. Fue una inmensa sorpresa para muchos de sus fanes.
También ha hecho papeles en películas no eróticas. La más notable de sus actuaciones como actriz la tiene en el escalofriante thriller de antología Evil Streets (1998), dirigido por Terry Wickham. En la película, Lee interpreta el personaje de Misty, una bailarina exótica acosada por un fanático obsesionado. Después de una confrontación inicial entre los personajes, él la atrae a una trampa hasta un combate a vida o muerte.
Como modelo adulto Lee tiene muchos fanes a los que les gusta la categoría Big boobs y la mayor parte de su trabajo ha aparecido en revistas y medios para modelos de este tipo. Pero ella tiene también muchos seguidores de sus piernas. Esto la hace una de las pocas modelos que ha hecho portadas y material para revistas adultas del género Big boobs.
En 1997 se retiró del baile. Declaró que esperaba otras cosas en su carrera. Agregó también que mientras disfrutó del baile no había querido tomar esta decisión, pero que ya se había cansado de los constantes viajes durante los anteriores cinco años.
Recientemente ha regresado y contactó a sus fanes en su foro de mensajes. Animada por algunos de sus seguidores, produjo un nuevo DVD en venta titulado The Naked Truth que está hecho de material de su memorabilia. Otros proyectos que tiene a la vista son los de subastar su ropa, los carteles y otros artículos personales de sus visitas y photoshoots, y restablecer su propio sitio web una vez más. SaRenna actualmente está casada y tiene dos hijas gemelas idénticas nacidas en 2006.